# Urriðafoss
Urriðafoss (che in lingua islandese significa: cascata della trota), è una cascata situata nella regione del Suðurland, nella parte meridionale dell'Islanda.
La cascata è posizionata poco lontano dalla Hringvegur, la grande strada ad anello che contorna l'Islanda,  circa 16 chilometri a est della città di Selfoss.

## Descrizione
L'Urriðafoss è la più bassa delle cascate situate lungo il corso del fiume Þjórsá, il più lungo dell'Islanda, e ha una portata media di 360 m3/s, il che la rende la cascata con la maggior portata dell'isola e la seconda d'Europa dopo le cascate del Reno, in Svizzera. Per formare la cascata il Þjórsá compie un salto di 6 metri con una larghezza di 40 metri. Nella parte iniziale della cascata, parte del corso del fiume si incanala in una stretta fessura davanti a una grande roccia, mentre il flusso principale scorre a fianco.
Durante l'inverno, nel bacino alla base della cascata si possono formare grandi lastre di ghiaccio, chiamate Urriðafosshrönn, che possono raggiungere spessori fino a 20 metri.